# Euro Neuro
Euro Neuro är en musiksingel från den montenegrinska sångaren Rambo Amadeus. Med låten representerade han Montenegro vid Eurovision Song Contest 2012 i Baku, Azerbajdzjan. Låten är skriven av Amadeus själv och framförs på både serbiska och engelska. Bidraget framfördes först av alla i den första semifinalen den 22 maj 2012. Det tog sig dock inte vidare till finalen.

## Versioner
1. "Euro Neuro" – 3:00[3]
2. "Euro Neuro" (Karaokeversion) – 3:00[4]